# Adolescent Sex
Adolescent Sex es el álbum debut de la banda new wave Japan y fue lanzado en 1978 por Hansa Records. El disco contiene canciones influidas por el glam rock y el soul.
El vocalista David Sylvian canta en un estilo fuerte influido por sus pares del soul y el R&B, pero era porque estaba experimentando algún estilo de voz que le acomode y Mick Karn todavía tocaba el bajo con trastes. Todo esto cambiaría ya en el álbum Quiet Life, de 1979. 

## Canciones
1. "Transmission"
2. "The Unconventional"
3. "Wish You Were Black"
4. "Performance"
5. "Lovers On The Main Street"
6. "Don't Rain On My Parade"
7. "Suburban Love"
8. "Adolescent Sex"
9. "Communist China"
10. "Television"

## Personal

### Japan
- David Sylvian: Voz principal y segunda guitarra
- Mick Karn: Bajo y voz
- Steve Jansen: batería, voz y percusión
- Rob Dean: Guitarra principal y voz
- Richard Barbieri: Teclados y voz

### Otros
- Ray Singer: producción y voces adicionales